# Apache OpenOffice Writer
L'Apache OpenOffice Writer (conegut com a OpenOffice.org Writer fins al desembre del 2011) és un processador de textos que forma part del paquet ofimàtic Apache OpenOffice i es pot descarregar lliurement des d'Internet. Suporta gairebé del tot el format propietari .doc de Microsoft Word, a més d'altres formats clàssics de documents. L'OpenOffice utilitza com a format natiu l'OpenDocument, establert com a estàndard internacional ISO/IEC 26300:2006. Pot exportar directament documents a fitxers PDF. És multiplataforma com la suite ofimàtica OpenOffice.org, de la qual forma part.
El Writer és també un potent editor d'HTML, tan fàcil d'usar como un document de text. Tan sols en accedir al menú Visualitza i seleccionar "Format web", canvia el format del quadre de text fent-lo similar al d'una pàgina web, que es pot editar igual que ho faríem en un processador de textos. Amb ell també es poden crear etiquetes o targetes de presentació fàcilment, sense haver de modificar el format d'un document de text per fer-ho. Fins i tot inclou una galeria d'imatges, fons, pics... i una ajuda bastant completa.
És totalment modificable i ens permet canviar qualsevol configuració; ja sigui de la barra d'eines (afegir i suprimir botons), dels menús, del programa en general, etc.
A més, pot protegir documents amb contrasenya, desar versions del mateix document, inserir imatges, objectes OLE, signatures digitals, símbols, fórmules, taules de càlcul, gràfics, enllaços, marcadors, formularis, etc.

## Formats de fitxer admesos
L'OpenOffice Writer permet treballar en els següents formats de fitxers de text:
- Formats d'OpenDocument (.odt, .ott, .oth, i .odm), usuals de Writer
- Microsoft Word 6.0/95/97/2000/XP) (.doc i .dot)
- Microsoft Word 2003 XML (.xml)
- Microsoft Word 2007/2010 XML (.docx, .docm, .dotx, .dotm)
- Microsoft WinWord 5 (.doc)
- Document WordPerfect (.wpd)
- WPS 2000/Office 1.0 (.wps)
- Rich Text Format (.rtf)
- Text CSV (.csv i .txt)
- Formats de StarWriter (.sdw, .sgl, .vor)
- DocBook (.xml)
- Text d'Unified Office Format (.uot, .uof)
- Ichitaro 8/9/10/11 (.jtd and .jtt)
- Hangul WP 97 (.hwp)
- Document T602 (.602, .txt)
- AportisDoc (Palm) (.pdb)
- Pocket Word (.psw)
- Document HTML (.htm, .html)

A més permet exportar:
Directament:
- Portable Document Format (.pdf)
- XHTML

Amb extensions:
- BibTex (Writer2LaTeX)
- LaTeX (Writer2LaTeX)
- MediaWiki (Sun Wiki Publisher)